# АЛВИННН! и катеричоците
„АЛВИННН! и катеричоците“ (на английски: ALVINNN!!! and the Chipmunks) е американско-френско компютърно анимиран сериал за деца и тийнейджъри, продуциран от „Багдасарян Продъкшънс“ и „Техниколор Анимешън Продъкшънс“ с участието на френския канал M6. Сериалът отбелязва първата телевизионна поява на героите след 1990 г. Първоначално обявен от „Багдасарян Продъкшънс“ през 2010 г., промоционалният трейлър на сериала е публикуван в YouTube.
Анимацията и половината сторибордове са поддържани от „Техниколор Анимешън Продъкшънс“ във Франция, докато „Багдасарян Продъкшънс“ притежава озвучаването и музиката. Сериалът е преди всичко разпространен от френската компания „Пи Си Джи Ентъртейнмънт“.
Премиерата на сериала е излъчена по M6 във Франция на 30 март 2015 г. През август 2015 г. „Никелодеон“ придобива американските права за излъчване.

## Актьорски състав
- Рос Багдасарян младши – Алвин, Саймън и Дейв
- Джанис Карман – Тиодор, Британи, Джанет, Кевин, Мис Смит, Госпожа Кронър, Мис Беатрис Милър и Други гласове
- Ванеса Багдасарян – Елинор, Луси, Кейт, Амбър, Ани и Други гласове
- Майкъл Багдасарян – Господин Мийдоус, Чийзи, Полицай Денгъс, Бокартър Хъмфри
- Джийн Ели – Биги Лардж[9]
- Браян Чамбърс – Дерек Смалс
- Едуина Джоунс – Директор Мийдоус
- Елизабет Гомез – Джули
- Сара Милър-Крюс – Манди

## Излъчване
Сериалът дебютира на английски език по „Никтуунс“ във Великобритания и Ирландия на 5 март 2015 г. и по „Никелодеон“ в Съединените щати на 3 август. Nicktoons излъчва премиерата на сериала в Африка на 4 май. Също така се излъчва премиерно на 8 май в Сингапур и Филипините, и на 15 май в Малайзия. В Бразилия, сериалът се излъчва премиерно на 15 юни в „Глуб“. В англоезичната Канада, сериалът е излъчен по „Телетун“ на 9 септември и се премества по „Фемили Ченъл“ на 6 май 2017 г. В Арабия се излъчва и по „Спейстун“. Също така е излъчен и по британския канал „Поп“ на 1 февруари 2016 г. В Индонезия се излъчва по MNCTV. През юни 2018 г. е обявено, че сериалът ще се излъчва в стрийминг платформата „Хулу“. На 1 ноември 2018 г. сериалът се излъчва по eToonz в Южна Африка. През юли 2020 г. сериалът се излъчва по „Дисни Ченъл“, както и в Япония на 27 септември 2021 г.

## В България
В България сериалът започва излъчване по локалната версия на „Никелодеон“ на 29 февруари 2016 г. в понеделник от 19:00 ч. Повторенията са излъчвани многократно по „Никтуунс“ в средата на юни 2019 г.

### Синхронен дублаж
Дублажът е първоначално записан в студио „Александра Аудио“ до 19-ти епизод в трети сезон, и се премества в студио „Про Филмс“ в средата на трети сезон (20-ти епизод) през януари 2019 г., заедно с останалите сериали на „Никелодеон“. Дублажният състав често търпи промени.
| Персонаж             | Изпълнител |
| -------------------- | --- |
| Алвин                | Христо Димитров |
| Дерек Смолс          | Христо Димитров |
| Саймън               | Георги Стоянов |
| Дейв Севил           | Георги Стоянов |
| Тиодор               | Живка Донева (Александра Аудио) Николина Петрова (Про Филмс)                                                                                    |
| Британи (или Бритни) | Василка Сугарева |
| Джанет               | Василка Сугарева |
| Елинор               | Диляна Спасова |
| Зийла                | Диляна Спасова |
| Мис Милър            | Живка Донева (Александра Аудио) ? (Про Филмс)                                                                                                   |
| Мис Кронър           | Живка Донева (Александра Аудио) Николина Петрова (Про Филмс)                                                                                    |
| Мис Смит             | Живка Донева Симона Нанова (няколко епизода) |
| Чийзи                | Асен Кукушев |
| Кевин                | Елена Грозданова |
| Бокартър Хъмфри      | Кристиян Върбановски |
| Полицай Денгъс       | Кристиян Върбановски |
| Директор Мийдоус     | Мими Йорданова |
| Биги Лардж           | Константин Лунгов |
| Г-н Мийдоус          | ? |
| Манди                | ? |
| Други гласове        | Ангелина Русева Виктор Иванов Десислава Знаменова Живко Джуранов Ива Стоянова Марио Иванов Симеон Дамянов Симона Нанова Сотир Мелев Тодор Беров |

| Александра Аудио (2016-2018) | Александра Аудио (2016-2018)    |
| Пост                         | Име                             |
| ---------------------------- | ------------------------------- |
| Преводач                     | Десислава Георгиева             |
| Тонрежисьори                 | Ангел Топорчев Наталия Антонова |
| Режисьор на дублажа          | Симона Нанова                   |
| Про Филмс (2019-2023)        |                                 |
| Пост                         | Име                             |
| Преводач                     | ?                               |
| Тонрежисьори                 | Марио Иванов Никола Томов       |
| Режисьор на дублажа          | Виктор Иванов                   |

- Василка Сугарева озвучава по две момичешки персонажи – двете сестри Британи и Джанет.
- Живка Донева озвучава по четири персонажи – Тиодор (братът на Алвин и Саймън), Мис Милър (осиновителката на „Чипетс“), Мис Смит (учителката по музика) и Мис Кронър (съседката), докато сериал бе записан в Александра Аудио, а в Про Филмс нейно място заема преводачката и режисьор на дублажи Николина Петрова.
- Христо Димитров и Георги Стоянов озвучават във войсоувър дублажите на четирите филма в игралната поредица „Алвин и чипоносковците“, излъчени по „Стар Лайф“ и „Стар Ченъл“.
- Песните в епизодите на сериала не са преведени на български език, нито са озвучени.